# کنی برک

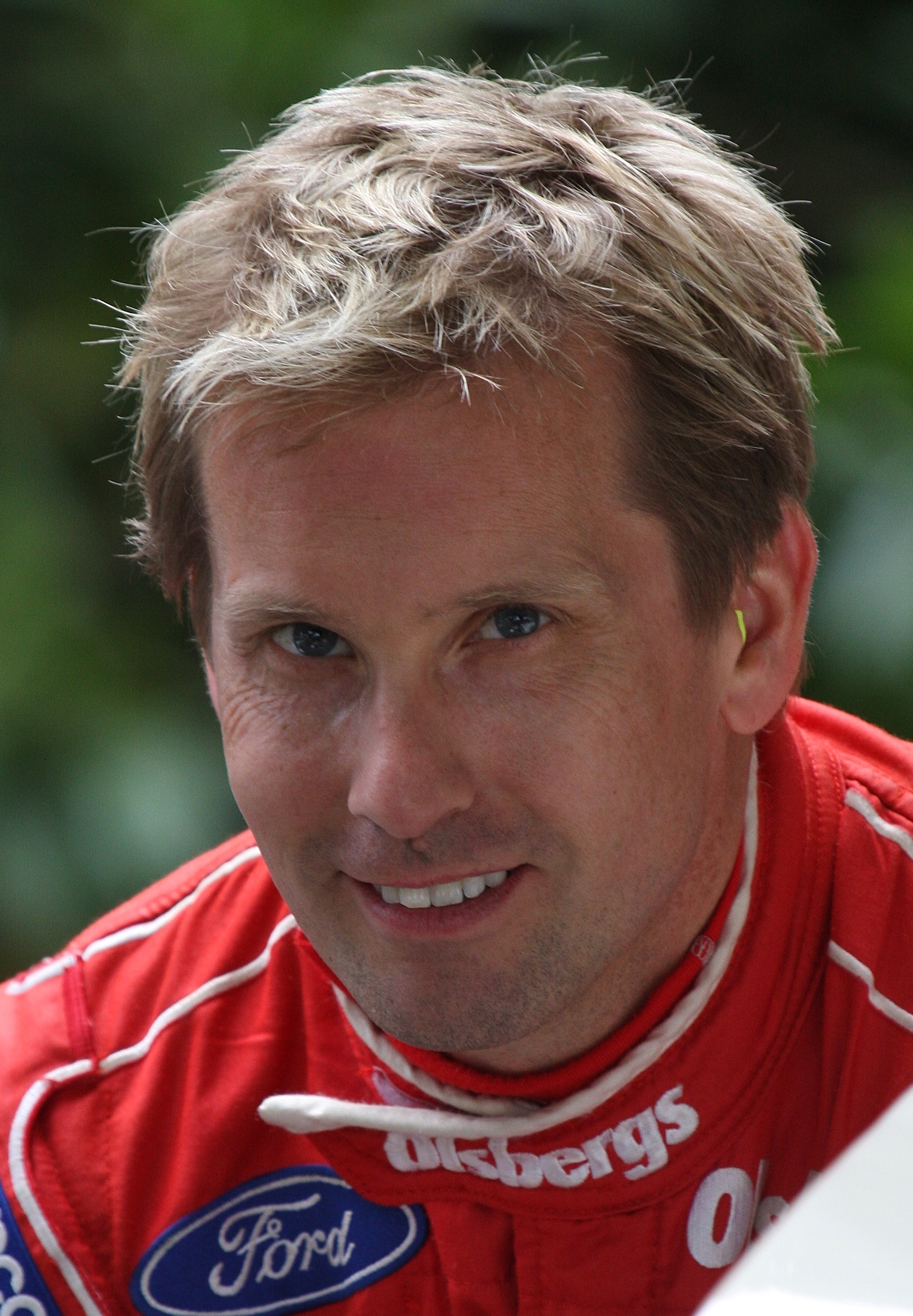
کنی برک در جریان فستیوال گودوود

کنی برک (به انگلیسی: Kenny Bräck) رانندهٔ سابق خودروهای مسابقه‌ای اهل سوئد است. وی تا زمان بازنشستگی رسمی از مسابقات، در لیگ اتومبیلرانی ایندی‌کار و به ویژه مسابقات قهرمانی بین‌المللی شرکت داشت. برک قهرمانی لیگ مسابقات ایندی‌کار را در سال ۱۹۹۸ و همچنین، ایندیاناپولیس ۵۰۰ را نیز در سال ۱۹۹۹ به دست آورد و تبدیل به اولین رانندهٔ سوئدی گردید که توانست در این مسابقات پیروز شود.
کنی برک در سال ۲۰۰۳ و در یکی از بزرگ‌ترین تصادفات ورزش مسابقه‌ای در تگزاس موتور اسپیدوِی، با بخت و اقبال بسیار توانست جان سالم به در برد؛ آن هم در حالی که موفق شد بالاترین فشار واردهٔ افقی نیروی گرانش را به نام خود ثبت کند. رکورد وی که در پی این حادثه ثبت شد ۲۱۴ g۰ بود که بالاترین رکورد ثبت شده برای یک انسان بدون صدمه جانی بوده است. ۱۸ ماه بعد برک به ایندی ۵۰۰ بازگشت و سریعترین زمان مقدماتی میدان مسابقه را ثبت کرد. او پس از پایان مسابقه، از مسابقات ایندی‌کار اعلام بازنشستگی نمود. در سال ۲۰۰۹، کنی برک به رالی بازگشت و در رالی ایکس گیم ۱۵ شرکت کرد و برندهٔ مدال طلا شد. وی هنوز هم به تناوب و هر از گاهی، رانندگی می‌کند. وی همچنین عضو هیئت مدیره میکونومن، بزرگ‌ترین توزیع‌کنندهٔ قطعات یدکی خودرو در اسکاندیناوی است که در بورس اوراق بهادار سوئد هم فهرست شده است.